# Arion
Arion é um género de gastrópode da família Arionidae.